# گردن زدن زندانی چینی
گردن زدن زندانی چینی (انگلیسی: Beheading the Chinese Prisoner) فیلمی آمریکایی است در ژانر صامت به کارگردانی زیگموند لوبین که در سال ۱۹۰۰ منتشر شد. موضوع فیلم در مورد یک زندانی چینی است.